# Kommunikationswissenschaft
Kommunikationswissenschaft ist eine wissenschaftliche Forschungsdisziplin im Bereich der Sozial- und Geisteswissenschaften, die sich mit Vorgängen der menschlichen Kommunikation befasst.
Die Forschungsinhalte unterscheiden sich zwischen den verschiedenen Universitäten zum Teil erheblich. Eine Ausrichtung befasst sich insbesondere mit medialer und Massenkommunikation und wird oft auch Publizistikwissenschaft genannt. Unter anderem ist Zeitungswissenschaft ein Vorläufer dieser Integrations- und Sozialwissenschaft, mit Ansätzen auch aus dem Recht, der Psychologie und den Wirtschaftswissenschaften. Eine andere Ausrichtung beschäftigt sich vorrangig mit Individualkommunikation und hat Berührungspunkte zu Linguistik (vor allem Pragmatik), Philosophie, Semiotik und Soziologie.
Das Arbeitsgebiet der Kommunikationswissenschaft überschneidet sich mit dem der Medienwissenschaft, die vor allem kulturwissenschaftliche und medienhermeneutische Fragen in den Vordergrund stellt. Verwandte Bereiche sind auch Sprechwissenschaft und Sprecherziehung.

## Forschungsfelder
Die einzelnen Forschungsfelder der Kommunikationswissenschaft verdeutlicht am einfachsten die Lasswell-Formel:
(1) Wer sagt (2) was (3) auf welchem Weg (4) zu wem (5) mit welchem Effekt?
Anhand des Prozesses der öffentlichen Kommunikation, der hier beschrieben wird, lassen sich die Forschungsfelder der Kommunikationswissenschaft systematisieren: (übergeordnet) Forschung zu institutionellen Rahmenbedingungen und Organisationen, (1) Kommunikatorforschung (Journalistik und PR-Forschung), (2) Medieninhaltsforschung, (3) Medienforschung/Medienanalyse, (4) Mediennutzungsforschung und (5) Medienwirkungsforschung.

### Kommunikatorforschung
Die Kommunikatorforschung befasst sich mit Medienakteuren und ihrer Einbindung in bestimmte Organisationen. Grundlegende Forschungsfragen sind: Welche Einstellungen, Motivation, Interessen, Ausbildung usw. haben Journalisten, PR-Fachleute und andere Kommunikatoren? Welchen Zwängen unterliegen sie, worin sind sie frei, wie arbeiten sie, wie entscheiden sie sich für Themen und Darstellungsweisen? Hierunter fällt auch die Gatekeeper-Forschung, welche sich mit dem Journalisten als Einflussfaktor auf Kommunikationsinhalte beschäftigt. Bereiche der Kommunikatorforschung sind vor allem die Journalistik, die PR-Forschung sowie die Werbeforschung.

### Medieninhaltsforschung
Die Medieninhaltsforschung befasst sich mit den Inhalten, d. h. Aussagen und Darstellungsweisen dessen, was die Medien übermitteln (Medieninhalte). Sie differenziert sich einerseits anhand der Kontroverse darüber, was objektiv feststellbarer Inhalt ist, andererseits nach dem Erkenntnisinteresse, etwa der Einschätzung journalistischer Qualität, dem Abgleich von Realität und Berichterstattung (wenn man einen solchen Vergleich für möglich hält), Existenz und Eigenschaften einer eigenen „Medienrealität“ sowie der Frage, was warum berichtet wird und warum anderes nicht, den Inszenierungsstrategien von Medienschaffenden und in den Medien präsenten Akteuren, der Ausdifferenzierung von Genres usw.

### Medienforschung/Medienanalyse
Die Medienanalyse untersucht das Medium an sich, beispielsweise welche Zwänge von einem Medium ausgehen oder welche Beschränkungen es gibt.

### Mediennutzungsforschung
Die Mediennutzungsforschung beschreibt die Zusammensetzung der Rezipientenschaft sowie die Motive, das Ausmaß, die Eigenschaften und Muster der Mediennutzung: Welche soziodemografischen und psychografischen Beschreibungen lassen sich von Lesern, Zuschauern und Zuhörern anfertigen? Welches Zeitbudget und welche Aufmerksamkeit widmen sie der Mediennutzung?

### Medienwirkungsforschung
Die Medienwirkungsforschung, also die Erforschung der Effekte der durch (Massen-)Medien vermittelten Kommunikation, beschäftigt sich mit der Kernfrage, was die Medien mit den Menschen machen. Dabei geht es einerseits um die Auswirkungen auf das Individuum (die Psyche mit Kognitionen und Emotionen), andererseits um die Folgen für die Gesellschaft oder ihre Segmente, z. B. Politik, Wirtschaft, Sport, Religion und andere gesellschaftliche Bereiche. Die Analyse der öffentlichen Meinung(en) spielt dabei eine besondere Rolle.

## Teildisziplinen
Des Weiteren werden einige klassische Teildisziplinen der Kommunikationswissenschaft unterschieden:
- Kommunikations- und Mediengeschichte
- Kommunikations-, Medien- und Öffentlichkeitstheorien
- Kommunikationspolitik und politische Kommunikation
- Empirische Kommunikationsforschung
- Organisationskommunikation
- Journalistik
- Visuelle Kommunikationsforschung

Teildisziplinen, deren Forschungsgegenstände und Interessen sich mit anderen Fächern überschneiden und damit transdisziplinär ausgerichtet sind, sind:
- Medienpsychologie
- Medienpädagogik
- Medienökonomie
- Medienrecht
- Medieninformatik
- Medienmanagement
- Mediensoziologie

## Geschichte
Diverse Aspekte der Kommunikation sind schon lange Gegenstände der menschlichen Wissenschaft gewesen. Im antiken Griechenland und Rom war das Studium der Rhetorik, der Kunst der Rede und der Persuasion, ein grundlegendes Fach für Studenten. Eine bedeutende Debatte war hierbei, ob man ein erfolgreicher Sprecher durch die Lehre (Sophisten) werden kann oder ob exzellente Rhetorik auf dem Charakter des Redners beruht (Sokrates, Platon, Cicero). Während des europäischen Mittelalters und der Renaissance bestand das Grundstudium, das sogenannte Trivium, aus den drei sprachlichen Fächern der sieben freien Künste, nämlich Grammatik, Dialektik bzw. Logik und Rhetorik. Auf diesen basierte das ganze klassische Studium.

### Kommunikationswissenschaft in den USA

#### 1900er–1920er: Chicagoer Schule
Obwohl die Erforschung und das Studium der Kommunikation bis in die Antike und davor zurückreicht, waren die Werke von Charles Horton Cooley, George Herbert Mead, Walter Lippmann und John Dewey im frühen 20. Jahrhundert besonders wichtig für die Entwicklung der akademischen Disziplin Kommunikationswissenschaft (Communication studies), wie sie heute in den USA existiert.
Diese Autoren sahen die amerikanische Gesellschaft an der Schwelle zum Wandel zu einer reinen Demokratie hin stehend. Mead argumentierte, dass für die Existenz einer idealen Gesellschaft eine Kommunikation geschaffen werden müsse, die es dem einzelnen Individuum erlaube, die Einstellungen, Sichtweisen und Positionen anderer gegenüber den eigenen abzuwiegen. Mead glaubte, dass die sogenannten Neuen Medien den Menschen erlauben würden, sich in andere hineinzufühlen bzw. hineinzuversetzen und sich dadurch zu einem „Ideal der menschlichen Gesellschaft“ zu entwickeln.
Was Mead als ideale Gesellschaft sah, nannte Dewey „Great Community“ und behauptete außerdem, dass Menschen intelligent genug für eine Selbstregierung seien und dass dieses Wissen „eine Funktion der Assoziation und Kommunikation“ sei. Ähnlich denkt auch Cooley, nämlich, dass politische Kommunikation öffentliche Meinung ermöglicht, welche wiederum Demokratie fördert. Jeder dieser Autoren der Chicagoer Schule repräsentiert die Betrachtung der elektronischen Kommunikation als Vermittler und Unterstützer der Demokratie, den Glauben an eine informierte Wählerschaft und den Fokus auf das Individuum anstelle der Masse:
In seinem Werk Social Organisation von 1909 definiert Cooley Kommunikation als „den Mechanismus durch den menschliche Beziehungen existieren und sich entwickeln - alle Zeichen des Geistes zusammen mit den Mitteln sie durch den Raum zu befördern und sie in der Zeit zu konservieren.“ Diese Sichtweise, die nachträglich in der Soziologie deutlich marginalisiert wurde, gab den Kommunikationsprozessen einen zentralen und festen Platz in der Erforschung gesellschaftlicher Beziehungen.
Das Werk Public Opinion (Öffentliche Meinung), das Walter Lippmann 1922 veröffentlichte, koppelt diese Ansicht von der konstitutiven Wichtigkeit von Kommunikation mit der Angst, dass neue Technologien und Institutionen der Massenkommunikation Unstimmigkeiten bzw. Dissonanzen zwischen der Welt draußen und den Bildern in unseren Köpfen kreieren würden.
John Deweys 1927 veröffentlichter Essay The Public & its Problems beleuchtete Kommunikation ähnlich, verband sie jedoch im Gegensatz zu Lippmann mit einer optimistischen, fortschrittlichen und demokratischen Reform und argumentierte bekannterweise, dass „allein Kommunikation […] eine große Gemeinschaft entstehen lassen [kann]“.
Cooley, Lippmann und Dewey griffen Themen wie die zentrale Wichtigkeit von Kommunikation im gesellschaftlichen Leben, das Aufkommen von großen und potenziell sehr mächtigen Medieninstitutionen und die neuen Kommunikationstechnologien in sich schnell entwickelnden und transformierenden Gesellschaften auf. Zusätzlich stellten sie Fragen zur Beziehung zwischen Kommunikation, Demokratie und Gemeinschaft. All diese sind als zentrale Elemente in der Disziplin der Kommunikationswissenschaft erhalten geblieben. Zudem sind sie Hauptelemente in den Werken von Denkern wie Gabriel Tarde und Theodor W. Adorno, welche international deutlich zur Entwicklung der Kommunikationswissenschaft beitrugen.

#### 1920er–1950er: Propagandaforschung und frühe Medienwirkungsforschung
Die Institutionalisierung der Kommunikationswissenschaft in der akademischen Bildung und Forschung in den USA wird oft auf die Columbia University, die University of Chicago und die University of Illinois at Urbana-Champaign zurückgeführt, wo Vordenker und früher Pioniere wie Paul Felix Lazarsfeld, Harold Lasswell und Wilbur Schramm arbeiteten.
Harold Dwight Lasswell, der im Paradigma der Chicagoer Schule arbeitete, verfasste 1927 sein Werk Propaganda Technique in the World War, welches folgende Definition von Propaganda enthielt: „Propaganda im weitesten Sinne ist die Technik der Beeinflussung von menschlichem Handeln durch die Manipulation von Darstellungen. Diese Darstellungen können gesprochene, geschriebene, bildliche oder musikalische Form haben.“
Zwischen dem Ersten und Zweiten Weltkrieg kam es in kurzer Zeit zur Bedeutungssteigerung des 1937 gegründeten Institute for Propaganda Analysis. Dessen Definition von Propaganda bezeichnete diese als „Äußerung einer Meinung oder Handlung durch Individuen oder Gruppen ganz bewusst ausgelegt, um Meinung oder Handlungen anderer Individuen oder Gruppen mit Bezug auf vorbestimmte Ziele zu beeinflussen.“
Diese Definitionen von Propaganda zeigen klar, dass dies eine gedankliche Schule mit Fokus auf die Medienwirkung war, die hauptsächlich den Einfluss von Medien auf die Einstellungen und Handlungen des Publikums untersuchte.
Diese frühe Schule der Medienwirkungsforschung wird durch die Experimente, die von der Experiment-Sektion der Forschungsabteilung der Information and Education Division des U.S. War Department durchgeführt wurden, verkörpert. In diesen Experimenten wurde die Wirkung von verschiedenen US-Propagandafilmen aus der Kriegszeit auf Soldaten untersucht.
Gegenwärtige Propagandaforschung bezieht sich neben der Politik auf diverse andere Felder.
Ein kleineres Paradigma seit dem Zweiten Weltkrieg baut auf den Ideen, Methoden und Forschungsergebnissen des österreichisch-amerikanischen Soziologen Paul Felix Lazarsfeld und seiner Lehre auf, der Medienwirkungsforschung. Die Forschung fokussiert auf messbaren, kurzzeitigen Wirkungen auf das Verhalten und kommt zu dem Schluss, dass die Medien eine begrenzte Rolle bei der Beeinflussung der öffentlichen Meinung spielen. Das Limited-Effects-Modell, das von Lazersfeld und seinen Kollegen aus Columbia entwickelt wurde, hatte großen Einfluss auf die Entwicklung der Medienwissenschaft.
Das Modell stellt die Behauptung auf, dass die Massenmedien nur „limited-effects“ auf das Rezipientenverhalten haben. Die Rezipienten werden stattdessen eher über das Two-Step-Flow-Modell beeinflusst, also über sogenannte Meinungsführer (opinion leaders), welche die Nachrichten durch die Medien erhalten und erst in einem zweiten Schritt an die Rezipienten weitergeben.
Das Modell der limited-effects war so einflussreich, dass die Frage nach Wirkungen der Medien auf die Politik großteils bis in die späten 1960er kaum Beachtung fand. Letztendlich begann die Forschung der Massenkommunikation wieder auch politisches Verhalten mit einzubeziehen und das Modell der limited-effects wurde in Frage gestellt.

#### 1970er–1980er
Neil Postman gründete 1971 das media ecology program (Medienökologie-Programm) an der New York University. Medienökologen (Media ecologists) legen in ihrer Forschung Wert auf eine große Zahl von Inspirationen, um die gesamte Umwelt der Medien in einer breiteren und eher kulturell ausgerichteten Art zu erforschen. Diese Sichtweise ist die Grundlage für eine separate professionelle Gesellschaft, die Media Ecology Association (Gesellschaft für Medienökologie) in den USA.
1972 veröffentlichten Maxwell E. McCombs und Donald L. Shaw einen bahnbrechenden Artikel, der eine Agenda-Setting-Theorie der Medienwirkung enthielt, welche neue Möglichkeiten bot, kurzzeitige Medienwirkungen zu erforschen, welche die zuvorige Forschung nur begrenzt beachtete und betrachtete. Dieser Denkansatz war sehr einflussreich, vor allem in der Erforschung von politischer Kommunikation und Nachrichtenberichterstattung.
In den 1970ern wurde zudem die heute bekannte Uses-and-Gratification-Forschung begründet, entwickelt von Wissenschaftlern wie Elihu Katz, Jay G. Blumler und Michael Gurevitch. Statt den Kommunikationsprozess als einseitig gerichtete Übertragung vom Kommunikator zum Rezipienten zu betrachten, beleuchtet dieser Ansatz, was das Publikum aus Kommunikationen erhält, was sie damit machen und warum sie sich überhaupt mit Kommunikation, vor allem Massenkommunikation, beschäftigen.

### Kommunikationswissenschaft in Deutschland
Die Kommunikationswissenschaft in Deutschland hat eine reiche hermeneutische Vergangenheit in der Philosophie, Textinterpretation und der Geschichtswissenschaft. Zudem ergaben sich frühe Forschungskonzepte in der Soziologie und Nationalökonomie. Der deutsche Sonderweg einer „Zeitungswissenschaft“ führte dann zu einer Verengung der Perspektive. Als „Sozialpsychologie eines seltsamen Faches“ bezeichnete der Kommunikationshistoriker Lutz Hachmeister seine Studie zur (Vor-)Geschichte der Kommunikationswissenschaft in Deutschland (1986), weil sich „wesentliche Anstrengungen auf dem Feld der Kommunikationsforschung und Medientheorie außerhalb der Disziplingrenzen“ vollzogen hätten. Aus wissenschaftshistorischer Perspektive betrachtet sei die Kommunikationswissenschaft in Deutschland ein „verspätetes Fach“, vor allem bedingt durch die intellektuelle Blockade während der NS-Zeit, allerdings heute, personell und institutionell prosperierend, „entpolitisiert und geräuschlos in den akademischen Alltag eingebunden“. 2007 unterschied der Wissenschaftsrat „drei Ausrichtungen im Feld der Kommunikations- und Medienwissenschaften“:
- die sozialwissenschaftlich orientierte Kommunikationswissenschaft,
- die „kulturwissenschaftliche Medialitätsforschung“ und
- die „an der Informatik orientierte Medientechnologie“.

Um international anschlussfähig zu bleiben, so die (nicht unumstrittene) Empfehlung des Wissenschaftsrates, müsse „in der Forschung deutlich stärker über die Grenzen dieser drei Ausrichtungen hinweg kooperiert werden, wie dies etwa in den USA der Fall“ sei.

#### Institut für Zeitungskunde in Leipzig
Als Beginn der institutionalisierten wissenschaftlichen Beschäftigung mit der Kommunikation kann die Gründung des Instituts für Zeitungskunde und die Einrichtung des ersten Lehrstuhls für Zeitungswissenschaften im Jahr 1916 unter Karl Bücher angesehen werden. Dieser hatte Interesse an der Erforschung des Einflusses der Zeitung auf Gesellschaft und Individuum.
Sein Nachfolger wurde 1926 Erich Everth. Er setzte Büchers Streben nach der Festigung des Instituts fort und war mit seiner Vorstellung der öffentlichen Kommunikation als sozialem Prozess mit der Presse als Sozialform an sich ein früher Vordenker der sozialwissenschaftlichen Ausrichtung der Kommunikationswissenschaft in den 1960er Jahren. Schon er wollte Methoden anderer Wissenschaften für das eigene Fach erforschen. Mit Anbruch der Herrschaft der Nationalsozialisten 1933 wurden Everths Ideen nicht weitergeführt.

#### Frankfurter Schule
Die Arbeit der Frankfurter Schule hatte Einfluss auf einen großen Teil der deutschen Forschung zur Kommunikation. Die philosophischen und theoretischen Orientierungen von Denkern wie Max Horkheimer, Theodor W. Adorno, Walter Benjamin, Leo Löwenthal und Herbert Marcuse trugen deutlich zur Entwicklung und zum Einsatz der Kritischen Theorie in der Kommunikationswissenschaft bei.
Neben der Anklage der Wirkungen der Kulturindustrie leisteten sie Beiträge zur Untersuchung der Massenkultur und Hochkultur als zwei deutlich unterscheidbaren Phänomenen.

#### Versozialwissenschaftlichung in den 1960er Jahren
In den 1960er Jahren kam es zu einem Paradigmenwechsel im wissenschaftlichen Selbstverständnis der Kommunikationswissenschaft in Deutschland. Sie wandelte sich unter Einbeziehung sozialwissenschaftlicher Methoden von einer normativen, hermeneutisch-interpretierend arbeitenden Wissenschaft zu einer deskriptiv und rein empirisch-messend arbeitenden Sozialwissenschaft. Pioniere der Versozialwissenschaftlichung der Kommunikationswissenschaft waren unter anderem Elisabeth Noelle-Neumann und Gerhard Maletzke.
Elisabeth Noelle-Neumann wurde 1964 als Professorin an die Universität Mainz berufen, wo sie das Institut für Publizistik auf- und zum „Zentrum der empirischen Publizistikwissenschaft“ ausbaute. Sie vertrat den Wandel der Wissenschaft hin zu einer empirisch orientierten Sozialwissenschaft nach US-Vorbild. Ihr Forschungsschwerpunkt lag auf der Sozialforschung mit repräsentativ-statistischen Erhebungen. Sie übte zudem Kritik an der Hypothese der geringen Wirkung (limited-effects) oder sogar Wirkungslosigkeit der Medien, wie sie z. B. Lazersfeld vertreten hatte.
Ihre Arbeit der Theorie der Schweigespirale in den 1970er Jahren stand in einer Tradition, die international sehr einflussreich war; sie war kompatibel mit den dominanten Paradigmen in den USA.
Gerhard Maletzke hatte mit seinem Werk Psychologie der Massenkommunikation (1963) eine Vorreiterrolle für die Versozialwissenschaftlichung, indem er den Forschungsstand der USA (siehe oben) zusammenfasste. Er konnte sich jedoch nicht habilitieren und seine Ideen in Noelle-Neumanns Schule in Mainz und der Schule in Münster nicht durchsetzen. Erst Wissenschaftler wie Otto B. Roegele und Franz Ronneberger nahmen sie auf und arbeiteten daran weiter. Maletzkes Schwerpunkt liegt auf der Betrachtung der psychologisch-sozialen Aspekte der Massenkommunikation wie verschiedenen Zwängen und der Einbindung des Kommunikationsprozesses in Systeme. Dies verbildlichte er in seinem Feldschema der Massenkommunikation.
In den 1970er Jahren kehrte der Sozial- und Politikwissenschaftler Karl W. Deutsch aus den USA nach Deutschland zurück. Seine von der Kybernetik beeinflusste Arbeit war in Deutschland und auch international von großem Einfluss.

#### 1980er Jahre bis zur Gegenwart
Von den 1980er Jahren an haben Wissenschaftler wie Friedrich Kittler zur Entwicklung einer neuen deutschen Medientheorie angeregt, welche an den Poststrukturalismus angeglichen ist.
Nach der Wiedervereinigung Deutschlands (1990) kam es zu mehreren Neugründungen von Lehrstühlen und Instituten des Fachs Kommunikationswissenschaft in den östlichen Bundesländern: beispielsweise in Dresden, Erfurt, Greifswald, Ilmenau und Jena.
In diesen Jahren wandte sich die Kommunikationswissenschaft in besonderer Weise den Bedingungen, Strukturen und Folgen der Online-Kommunikation zu. Kommunikationswissenschaftler wie beispielsweise Martin Löffelholz oder Thorsten Quandt beschrieben in ihrer Analyse einer „neuen Kommunikationswissenschaft“ (2003) die Notwendigkeit einer Neuformulierung klassischer Kommunikationstheorien.

## Forschungsmethoden
Noch immer ist die Kommunikationswissenschaft durch quantitative und qualitative empirische Methoden (Befragung, Beobachtung, Experiment, Inhaltsanalyse) geprägt, die der Logik des kritischen Rationalismus (vgl. Wiener Kreis, Karl Popper, Positivismusstreit) folgen. Theoriegenerierende Arbeiten folgen häufig den Grundsätzen der Grounded Theory bzw. den Grundsätzen hermeneutisch-interpretativer Sozialforschung (vgl. Friedrich Krotz).

## Theorien
- Bahnung
- Cognitive turn
- „Das Medium ist die Botschaft.“ (Marshall McLuhan, 1967)
- Dekonstruktion (Jacques Derrida, Judith Butler)
- Diskurstheorie (Michel Foucault)
- Feldschema der Massenkommunikation (Gerhard Maletzke, 1963)
- Handlungstheorie
- Journalismustheorie
- Kognitive Dissonanz
- Kommunikation (Luhmann) (Niklas Luhmann)
- Konstruktivismus
- Kritische Theorie (Frankfurter Schule)
- Kybernetik
- Lasswell-Formel (Harold Dwight Lasswell, 1948)
- Metakommunikatives Axiom („Man kann nicht nicht kommunizieren!“) (Paul Watzlawick)
- Medialisierung
- Medienanarchie (Stavros Arabatzis, 2016)
- Methodologischer Individualismus
- Nachrichtenwert-Theorie
- Nutzen- und Belohnungsansatz
- Schweigespirale (Elisabeth Noelle-Neumann, 1980)
- Spieltheorie
- Symbolischer Interaktionismus (George Herbert Mead und Chicagoer Schule, 1900–1930; Herbert Blumer, 1937)
- Theorie des kommunikativen Handelns (Jürgen Habermas, 1981)
- Third-Person-Effekt
- Parasoziale Interaktion
- Wissenskluft
- Konnektivismus

## Begriffe der Kommunikation
- Kommunikation vermittelt ganz allgemein Bedeutung zwischen Lebewesen.[19] Soziale Kommunikationsprozesse (im Gegensatz zu technischen) stehen dabei im Mittelpunkt des Interesses (sog. „symbolisch vermittelte Interaktion“).[20]
- Massenkommunikation: Prozess, bei dem technische Verbreitungsmittel Aussagen öffentlich indirekt und einseitig an ein disperses Publikum vermitteln.[21]
- Hyperkommunikation: kollektive Arbeit von Autoren an einem Hypertext[22]; im Sinne der Systemtheorie allgemeiner: Kommunikation zweiter Ordnung bzw. Kommunikation mit Selbstdistanz.
- Biokommunikation: Untersucht zeichenvermittelte, regelgeleitete Interaktionen zwischen nicht-menschlichen Lebewesen (z. B. bei Bakterien, Viren, Pilzen, Pflanzen und Tieren). Im Rahmen einer anderen Bedeutung des Begriffs wird zwischen (notwendiger) physiko-chemischer Interaktion (bei nicht-lebendigen Entitäten) und (verhaltensvariabler) Bio-Kommunikation bei nicht-menschlichen Lebewesen differenziert.
- Interaktion: soziales Handeln (= intentionales Verhalten). Da Kommunikation nichts anderes ist als soziales Handeln mit Hilfe von Symbolen, setzt C. F. Graumann die Begriffe Kommunikation und Interaktion gleich.
- Sprache: Verständigung mit Hilfe von Symbolen.
- Kommunikator: Journalist(en), Moderator(en), Kommentator(en) oder PR-Praktiker (Kommunikatorseite).
- Aussage: präziser wäre das Ausgesagte. Das Ausgesagte umfasst sowohl den Inhalt als auch die Form von Botschaften.
- Medium: (lat. Mittel) ein umstrittener Begriff, allgemein Verbreitungstechniken oder -mittel. Medien erster Ordnung: technische Einrichtungen (Druckmaschinen, Video-Schnittsysteme, Bildschirme etc.) – also bloße Kommunikationskanäle oder Infrastruktur. Medien zweiter Ordnung: Formen der Arbeitsorganisationen (Redaktionen, Nachrichtenagenturen o. ä.)? Informations-Verarbeitungsmuster? Die Kommunikationswissenschaft hat sich hier noch nicht geeinigt. Die etwas holprige Definition zu Medien von Ulrich Saxer: „[…] komplexe institutionalisierte Systeme um organisierte Kommunikationskanäle von spezifischem Leistungsvermögen.“[23]
- Rezipient: Eine Person, die eine Aussage empfängt und entschlüsselt. Wenden sich mehrere Rezipienten derselben Aussage zu, spricht man von Publikum. Recht einheitlich verwendeter Begriff.

## Studium
Das Studium der Kommunikationswissenschaft ist (meist in Kombination mit der verwandten Medienwissenschaft, teilweise auch unter der Bezeichnung Publizistikwissenschaft) an zahlreichen Universitäten in Deutschland, Österreich und der Schweiz möglich. Die Vergabe der Studienplätze erfolgt wegen der hohen Studiennachfrage des Fachs anhand eines örtlichen Auswahlverfahrens (Numerus clausus), häufig werden zusätzlich auch Eignungs- und Auswahltests durchgeführt. Die Hochschulen legen besonderen Wert auf sehr gute Deutschkenntnisse, gute Kenntnisse der englischen und teilweise einer weiteren Fremdsprache.